# Fabio Constantini
Fabio Costantini (Staffolo, vers el 1575 – Tívoli vers el 1644) fou un compositor i editor musical italià. Va compondre música religiosa, i fou mestre de capella a Ancona, a la Catedral d'Orvieto (entre els anys 1610 i 1614, i entre 1618 i 1622. El succeí a Giuseppe Giamberti) i Roma. Les seves obres figuren en les col·leccions Selectae Cantiones (Roma, 1614), i en la que publicà sota la seva direcció amb els títols de Salmi (Cartino, 1615), Scelti di Mottetti (1618) i en Alcuni mottetti (1619).